# Alberg

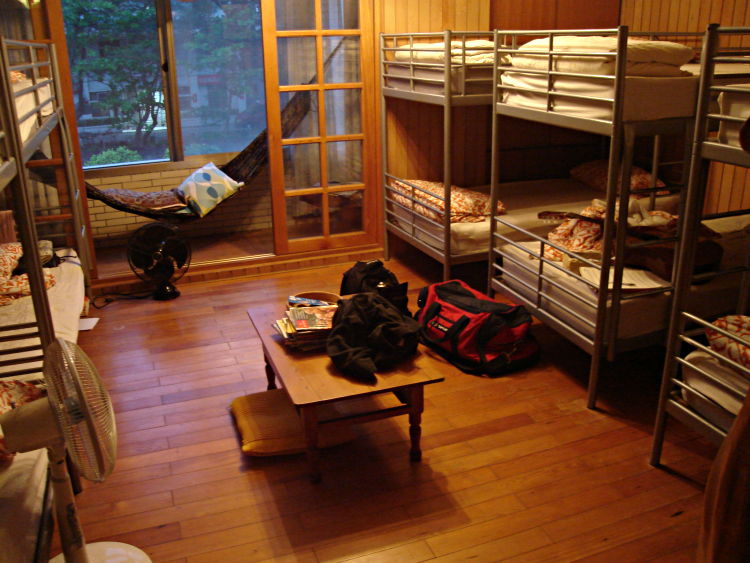
Alberg a Taiwan.

Un alberg és un edifici on una persona pot trobar albergatge. Normalment, els albergs són construccions de caràcter públic o privat. En el cas que l'albergatge s'hagi de pagar, el preu acostuma a ser inferior al d'un hotel. A Catalunya, la Xarxa Nacional d'Albergs Socials de Catalunya (XANASCAT) compta amb 45 albergs, 20 dels quals són propietat de la Generalitat de Catalunya i 25 són privats.
Al subcontinent indi i a Sud-àfrica, l'alberg es refereix a internats o dormitoris d'estudiants en universitats i universitats residents. A altres parts del món, la paraula hostel es refereix principalment a propietats que ofereixen allotjament compartit per a viatgers o motxillers.

## Tipus d'albergs
El format tradicional de l'alberg inclou un allotjament d'estil dormitori. Alguns albergs més nous també inclouen un allotjament en suite amb habitacions individuals, dobles o quàdruples, tot i que, per ser considerat un alberg, també han de proporcionar allotjament en dormitoris. En els últims anys, el nombre d'albergs independents i de motxillers s'ha incrementat considerablement per atendre el major nombre de viatgers terrestres i de destinació múltiple (com ara els viatgers de capvespre i els viatgers ferroviaris).
La qualitat d'aquests llocs també ha millorat dràsticament. Mentre que la majoria dels albergs continuen insistint en un toc de quedada, els bloquejos durant el dia, molt pocs requereixen que els ocupants facin tasques a part de rentar-se i assecar-se després de la preparació dels aliments.

### Allotjament internacional
La idea de Richard Schirrmann sobre els albergs es va estendre ràpidament a l'estranger i, finalment, va donar lloc a Hostelling International, una organització formada per més de 90 associacions diferents d'hostes de joventut que representaven més de 4.500 albergs de joves a més de 80 països. Alguns Albergs de la Joventut HI ofereixen més serveis als nens en edat escolar (de vegades a través de viatges escolars) i als pares amb els seus fills, mentre que altres són més per als viatgers que volen aprendre noves cultures. No obstant això, si bé l'exploració de diferents cultures i llocs es posa en relleu en molts albergs, especialment a les ciutats o destinacions turístiques populars, encara hi ha molts albergs que ofereixen allotjament per a activitats a l'aire lliure com ara senderisme, escalada i cicloturisme; sovint aquests són petits albergs amistosos que conserven una gran part de la visió original i ofereixen sovint un accés valuós a regions més remotes.
Al 2017, Hostelling International va informar que va afegir hotels i complexos turístics a les seves xarxes, a més d'albergs. Malgrat el seu nom, en la majoria dels països l'afiliació no es limita a la joventut.

### Albergs independents
Els albergs independents no estan necessàriament afiliats a un dels organismes nacionals de Hostelling International, Youth Hostel Association o qualsevol altra xarxa d'albergs. Sovint, la paraula independent s'utilitza per referir-se als albergs no HI, fins i tot quan els albergs pertanyen a una altra organització d'allotjament, com ara SIH i Backpackers Canada.
El terme "jovent" s'utilitza amb menys freqüència amb aquestes propietats. A diferència d'una cadena d'hotels on tot està estandarditzat, aquests albergs poden ser molt diversos, i normalment no requereixen una targeta de soci. Hi ha cadenes d'albergs independents a tot el món, com ara els Jazz Hostels a la costa est i els albergs Banana Bungalow a la costa oest dels Estats Units, o els hosters Generator i Equity Point Hostels d'Europa o Zostel of India. Cada un ofereix el seu propi lloc de serveis per a viatgers i motxillers. Per exemple, un alberg independent podria oferir moltes reunions a la casa, un altre podria oferir visites diàries i nocturnes o esdeveniments a la ciutat circumdant, i un altre podria tenir un lloc més tranquil per relaxar-se o estar a la platja. Aquesta és la personalitat d'un alberg independent i els viatgers freqüentaran els albergs que ofereixen la personalitat que consideren desitjable. Sovint hi ha una distinció entre "alberg de festes" o no.

### Albergs de botigues
La comunitat general de motxillers ja no està tipificada exclusivament per viatgers estudiants i pressupostos molt reduïts. Com a resposta a la demanda, a més d'incrementar la competència entre el nombre creixent d'albergs, la qualitat general dels albergs ha millorat a tota la indústria. A més de l'augment de la qualitat entre tots els estils d'alberg, s'han desenvolupat nous estils d'hostals que se centren en un interior més modern i de disseny. Segons la investigació, també hi ha un segment creixent de viatgers de treballs remots més antics que prefereixen hostals o allotjament per a motxillers que ofereixen habitacions privades lleugerament més elegants o un allotjament més tranquil, com ara Blouberg Backpackers a Ciutat del Cap. Així doncs, hi ha una tendència canviant cap als albergs que ofereixen aquest tipus de servei; i que inclouen banys privats i, en alguns casos, una millor qualitat de servei. Per tant, el terme "Boutique Hostel" augmenta per atraure aquest tipus d'hoste.
La frase "boutique hostel" és un terme de màrqueting sovint arbitrari que normalment s'utilitza per descriure entorns hostils íntims, luxosos o peculiars. El terme ha començat a perdre sentit perquè les instal·lacions de molts "albergs boutique" sovint no són diferents dels albergs que no es refereixen amb aquesta etiqueta. A més, els venedors i els llocs web de reserves en línia inclouen, de vegades, hotels boutique en llistes d' "albergs boutique", que dilueixen encara més el significat específic de la frase.
Un terme relacionat, "flashpackers", sovint es refereix als albergs que s'orienten a si mateixos com per a una clientela una mica més vella; però, en la pràctica, moltes de les noves classes d'albergs de qualitat superior de la indústria ofereixen aquestes instal·lacions orientades a la tecnologia, i fins i tot els llocs web flashpacker que van aparèixer el 2006-08 durant la cimera del "flashpacker" són descuidats o desconnectats a partir de 2012, ja que el terme ha perdut ràpidament popularitat.

### Albergs mòbils
Tot i que és molt infreqüent, un alberg mòbil és un alberg sense ubicació fixa. Pot existir en forma de càmping, edifici temporal, autobús, furgoneta o un acord a curt termini en un edifici permanent. Els albergs mòbils han sorgit en grans festivals on hi ha una manca d'allotjament econòmic. Igual que amb els albergs habituals, els albergs mòbils generalment ofereixen dormitoris compartits per a motxillers o viatgers amb un pressupost més baix. El primer exemple comercial d'un alberg mòbil és Hostival. Ha proporcionat allotjament a Oktoberfest, Carnaval, San Fermín, Les Falles (País Valencià) i la Copa del Món de 2010.

## Creixement de la indústria
La indústria de l'allotjament independent creix ràpidament a moltes ciutats del món, com ara Nova York, Roma, Buenos Aires i Miami. Això es reflecteix en el desenvolupament i l'expansió de desenes de cadenes d'hostals a tot el món. La recent erupció dels albergs independents ha estat anomenada "probablement la notícia més important del món dels viatges de baix cost i molt segura".
El desenvolupament d'albergs independents per a motxillers és un model de negoci fort, amb algunes ciutats que informen d'un ingrés mitjà més elevat per habitació per als albergs que per als hotels. Per exemple, a la ciutat de Honolulu, Hawaii, segons que sembla, els hotels de luxe se situaran entre els 141 i els 173 dòlars per habitació, mentre que les habitacions de l'allotjament a la mateixa ciutat poden arribar a ser de $ 200 per nit a causa de diversos hostes pagadors que viuen en una habitació. Fins i tot, durant la crisi econòmica de 2008, molts albergs van informar de l'augment del nombre d'ocupació en un moment en què les reserves d'hotel van caure.

## En la cultura popular
Les pel·lícules cinematogràfiques han representat generalment els albergs de dues maneres: com a llocs divertits per allotjar-s'hi els joves (per exemple, El viatge de Jared Price i un mapa per al dissabte), o com a llocs perillosos on els nord-americans desprevinguts s'enfronten a possibles horrors a Europa de l'Est. Hi ha algunes idees errònies com la idea que un alberg és una espècie de refugi sense llar o una casa a mig camí.